# Erika Hess
Erika Hess, född 16 mars 1962 i Engelberg i kantonen Obwalden i Schweiz, är en schweizisk tidigare alpin skidåkare. 
Hon tillhörde världseliten i de alpina pisterna under slutet av 1970-talet och under 1980-talet. Hess vann 35 världscuplopp och den totala världscupen två gånger. Dessutom vann hon sex VM-guld.
I februari 1980 vann hon olympiskt guld i slalom i Lake Placid.
Hennes kusin Monika har också tävlat i alpin skidåkning.